# Mitosi
La mitosi è il processo principale della fase riproduttiva del ciclo cellulare delle cellule eucariote,  nel quale dal nucleo di una singola cellula si formano 2 nuclei figli geneticamente identici a quello della cellula madre. Alla mitosi segue la citodieresi, ossia il completamento della divisione cellulare attraverso la divisione del citoplasma.
La mitosi forma  cellule con lo stesso numero di cromosomi della cellula d'origine, in ciò distinguendosi dalla meiosi, dove si ha la trasmissione di un'unica copia del corredo cromosomico e quindi il suo dimezzamento. Negli animali la mitosi riguarda le cellule somatiche dell'organismo e le cellule germinali ancora indifferenziate. Nelle piante, oltre che produrre la necessaria rigenerazione tissutale, la mitosi entra anche nella produzione dei gameti facendo seguito alla meiosi.
Il termine mitosi deriva dal greco mìtos (filo), dovuto all'aspetto filiforme dei cromosomi durante la profase.

## Ciclo cellulare
Il ciclo cellulare si suddivide in due fasi: l'interfase, in cui la cellula svolge le sue funzioni vitali e si prepara alla divisione, e la fase M (fase mitotica), durante la quale avviene la divisione cellulare, costituita da due sottofasi: la mitosi propriamente detta, in cui vi è la divisione del nucleo, e la citocinesi (o citodieresi), cioè la divisione del citoplasma e la formazione di due cellule figlie identiche tra loro. La mitosi vera e propria è molto breve rispetto all'intero processo del ciclo cellulare, occupato in gran parte dall'interfase. Tra i fattori proteici importanti per la mitosi vi sono le chinasi Aurora, che giocano un ruolo critico nella divisione cellulare controllando la segregazione cromatidica.

### Interfase
Durante l'interfase la cellula svolge le sue specifiche funzioni e si accresce; gli organuli della cellula aumentano e ne permettono la duplicazione. L'interfase si suddivide in tre sottofasi: due fasi di controllo G1 e G2, dove la G sta per l’iniziale della parola Gap (dall'inglese intervallo), durante le quali la cellula verifica che il DNA non abbia subito mutazioni gravi, e una fase di sintesi (S). Nella fase G1 avviene la sintesi di molecole specifiche della cellula (metabolismo specifico) ed è la fase della vita stessa della cellula; nella fase S la cellula duplica il suo DNA tramite un processo definito duplicazione del DNA, in cui i cromosomi ottengono, per ciascuno, due cromatidi fratelli identici, che nella fase di massima condensazione sono associati tra loro al livello del centromero. Infine vi è la fase G2, durante la quale avviene la polimerizzazione e organizzazione per gli organuli e si svolgono gli ultimi controlli dell'integrità del DNA. Se non vi sono mutazioni o alterazioni gravi si procede con la mitosi vera e propria.

## Fasi della mitosi
La mitosi si divide in cinque fasi, chiamate:
- profase
- prometafase
- metafase
- anafase
- telofase

### Profase

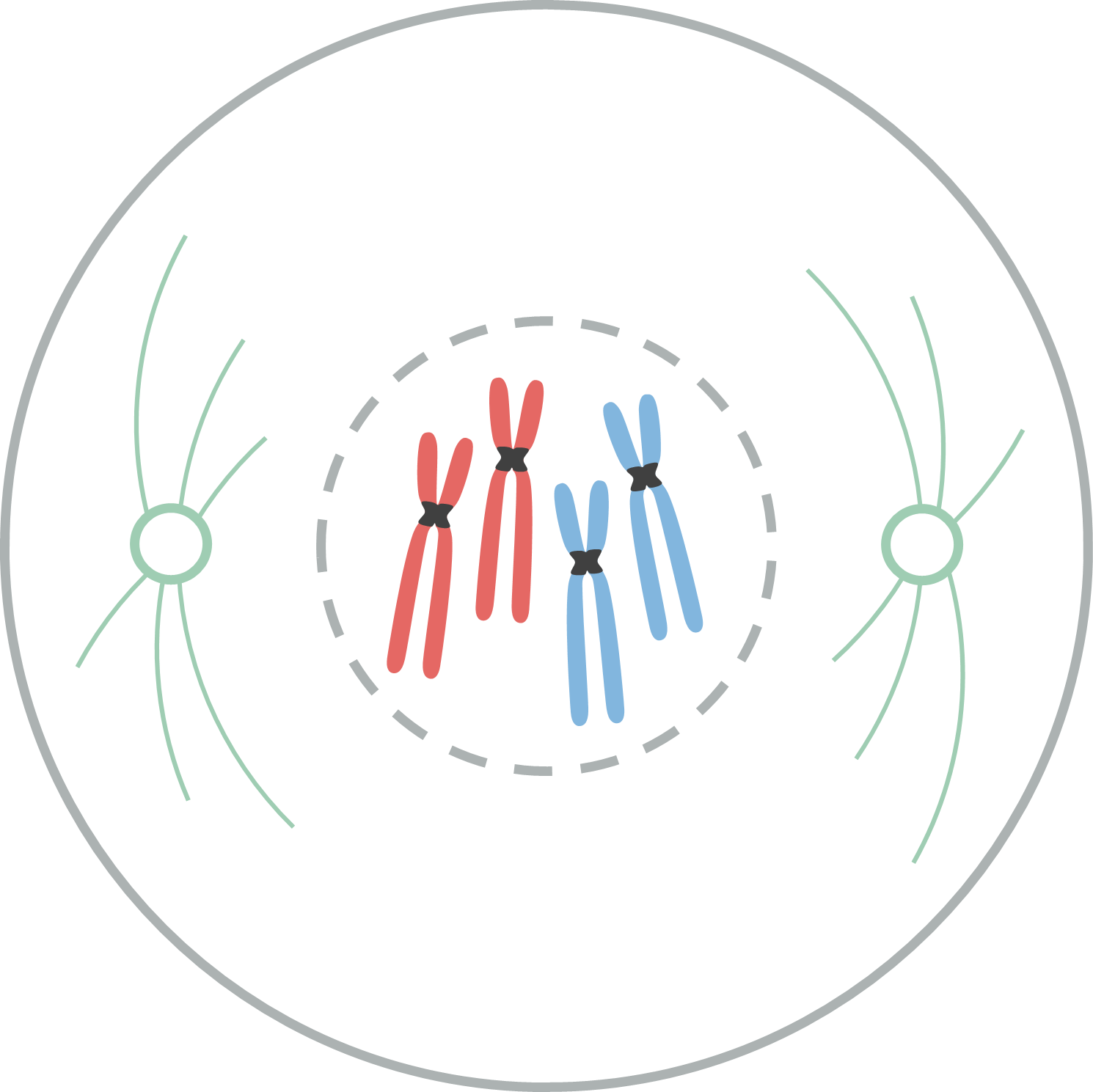
Profase

In questa fase vi è la condensazione della cromatina, che avviene grazie alla presenza di proteine istoniche che fungono da centri primari di organizzazione del riavvolgimento del DNA (primo ordine di spiralizzazione) e della topoisomerasi II, che, oltre alla sua funzione catalitica, agisce come centro di organizzazione del secondo ordine di spiralizzazione. Segue un terzo ordine di cui non si conoscono le proteine implicate; forse è conseguenza della tensione accumulata dalle precedenti spiralizzazioni. Questo grosso superfilamento viene impacchettato formando delle anse che si riuniscono formando il cromosoma visibile. Ogni cromosoma visibile (che negli esseri umani ha la tipica forma a X ad eccezione del piccolo cromosoma sessuale y) è composto in realtà da due cromatidi fratelli identici, i quali possono essere considerati a loro volta un cromosoma. Intanto il centrosoma si duplica ed entrambi i centrosomi cominciano a dirigersi ai poli opposti della cellula. Da essi si originano i microtubuli (filamenti formati da dimeri di sub-unità proteiche tubulina alfa e beta) che andranno a formare il fuso mitotico, la struttura che dirigerà tutti i successivi movimenti dei cromosomi.
La durata media di questo meccanismo di riproduzione cellulare varia in media, negli organismi superiori, dalle 15 alle 25 ore.

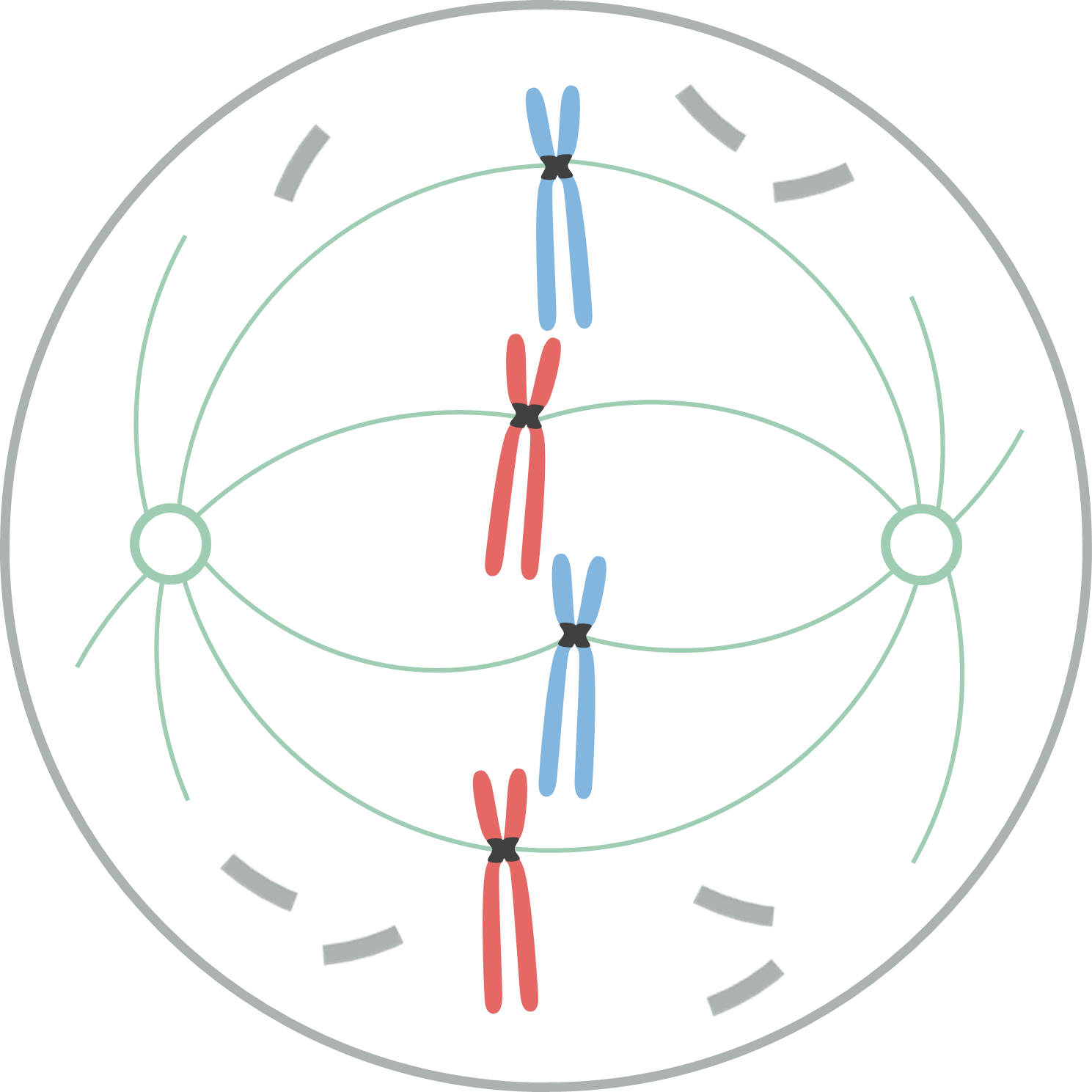
Prometafase

### Prometafase
In questa fase avviene l'"improvvisa" dissoluzione della membrana nucleare, che si frammenta in tante vescicolette. Questo processo viene innescato dalla fosforilazione, attraverso delle chinasi, delle proteine delle lamine (filamenti intermedi) che costituiscono la lamina nucleare; in conseguenza della fosforilazione i filamenti si dissociano negli elementi costitutivi. In sintesi:
a) I microtubuli cromosomici si collegano al centromero del cromosoma;
b) I cromosomi si muovono verso l'equatore del fuso.
c) La membrana nucleare si dissolve

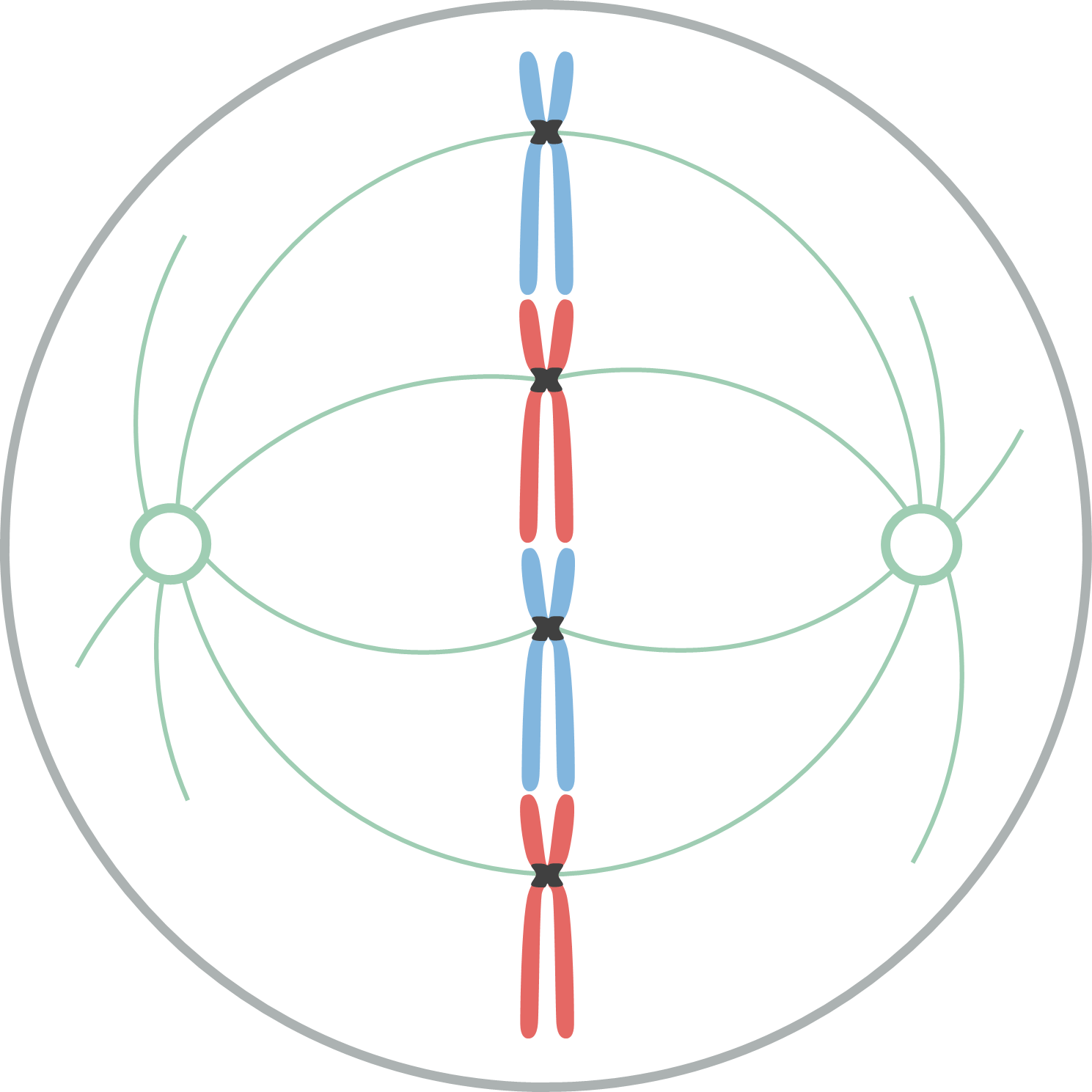
Metafase

I due centrosomi, giunti ai poli opposti della cellula, agiscono come centri di organizzazione microtubulare, catalizzando l'allungamento ed assicurando il corretto orientamento dei microtubuli che andranno a legarsi ai cromosomi in una regione chiamata centromero. Ogni centrosoma si lega ad uno dei due cromatidi gemelli per ogni cromosoma. In questa fase si possono verificare degli errori e due microtubuli si possono agganciare allo stesso cromatidio dando poi origine ad una cellula figlia con un diverso numero di cromosomi che in genere è mutilata e non vitale.

### Metafase
Le coppie di cromatidi vengono portate nella parte mediana della cellula dove si allineano formando la piastra metafasica, in cui un piano immaginario, passante per i centromeri, divide le coppie di DNA.È questo il momento più favorevole per lo studio dei cromosomi, che sono ora al massimo della loro spiralizzazione (condensazione) e affiancati ordinatamente lungo la linea equatoriale posta al centro della cellula.

### Anafase

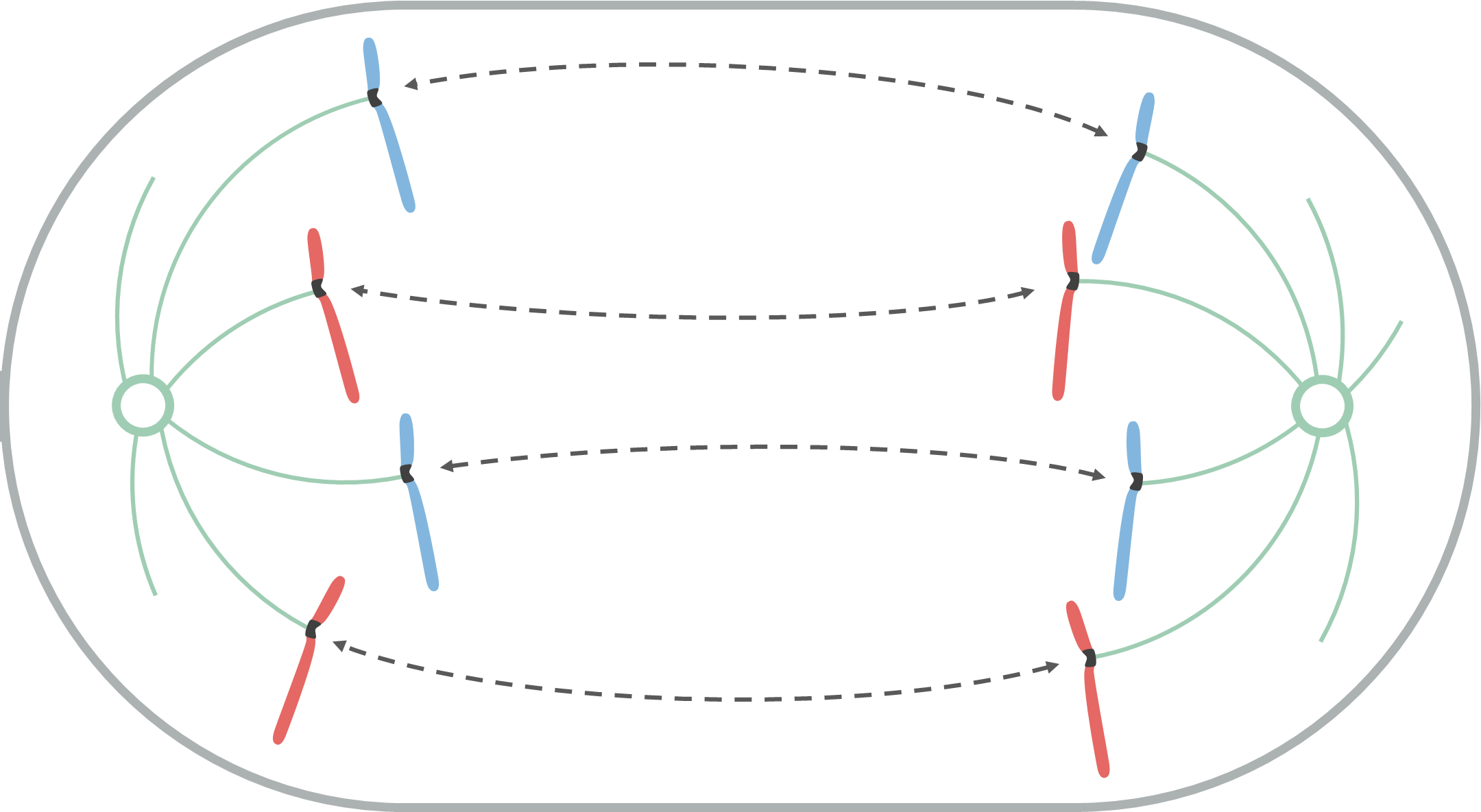
Anafase

Durante l'anafase, i cromatidi fratelli vengono separati tra loro e migrano verso i due centrosomi ai poli opposti della cellula. Si riconoscono due momenti, chiamati anafase A e anafase B. Nella prima si assiste alla separazione dei due cromatidi fratelli ad opera di un enzima, chiamato separasi, con relativa migrazione degli stessi grazie a proteine motorie (tipo dineine citoplasmatiche) presenti al livello del cinetocore. Nell'anafase B si assiste al reciproco scorrimento dei microtubuli polari del fuso mitotico con conseguente allontanamento dei due centrosomi verso direzioni opposte. Pertanto si ottiene il ripristino, per ogni polo, del numero originario di cromosomi.

### Telofase

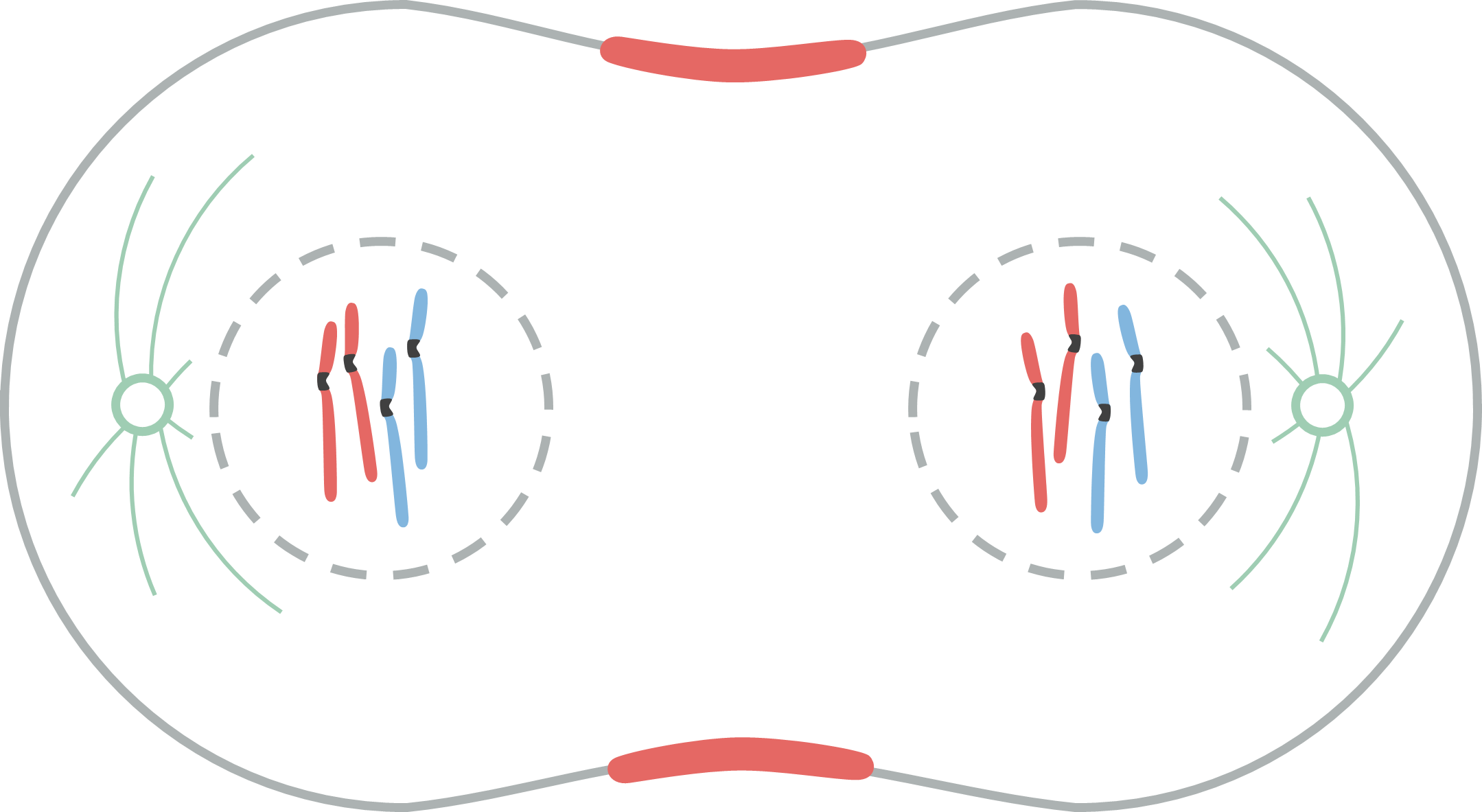
Telofase

In quest'ultima fase della mitosi, i cromosomi si despiralizzano (decondensano). Intorno ai due nuovi complessi cromosomici ricompaiono le membrane nucleari e gli organuli si ricompongono. La telofase si conclude con una sottofase: la citodieresi, in cui si separa il citoplasma in modo equivalente in entrambe le nuove cellule. La cellula si divide al centro formando due cellule figlie, esattamente identiche alla cellula madre ma più piccole. Questo avviene grazie ad un anello di actina creatosi al centro della cellula madre che, contraendosi, stringe la cellula al centro. A tal punto le proteine specializzate operano la fusione e la separazione della membrana in punti specifici e le due cellule si separano.
In alcune cellule si verifica una mitosi mutilata: la telofase non avviene e si accumulano all'interno di uno stesso nucleo di una stessa cellula da due ad alcune decine di corredi cromosomici. Questo tipo di cellule si chiama plasmodio. L'esempio principale sono i protozoi del genere plasmodium come il P. malariae. Anche cellule umane vanno incontro a questo processo o patologicamente, come le cellule tumorali, o fisiologicamente come nel megacariocita.

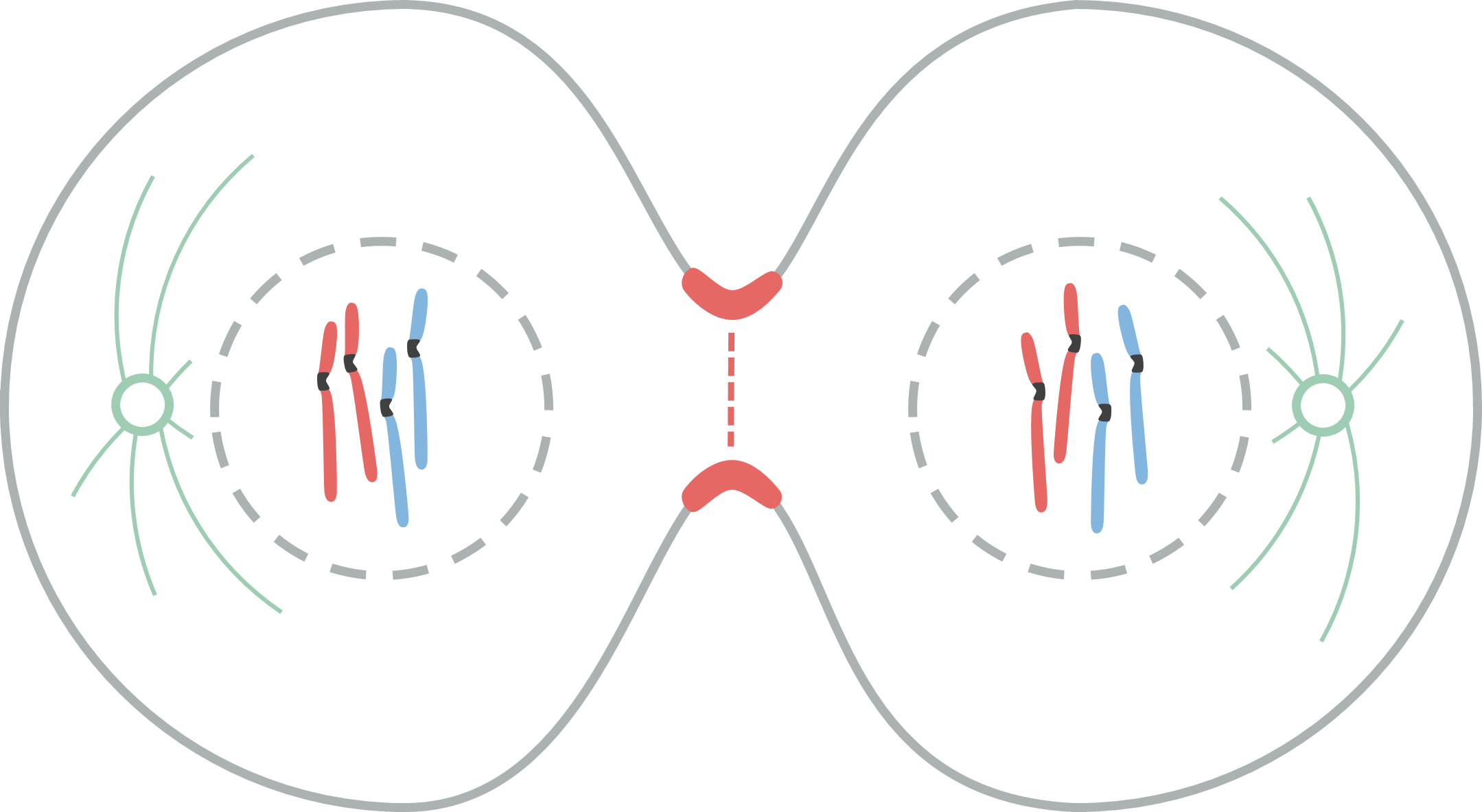
Citodieresi

## Sequenza temporale
Una cellula in fase mitotica è visualizzabile al microscopio per mezzo di coloranti e anticorpi fluorescenti.

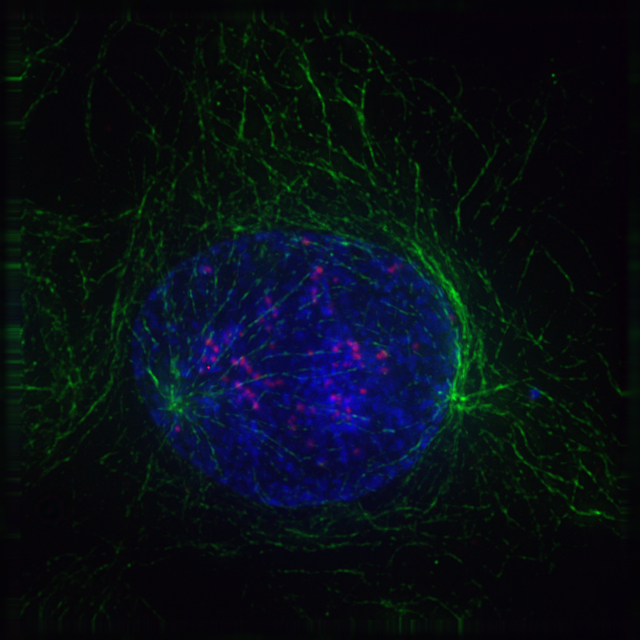
Profase: i microtuboli polari (in verde) formano una struttura intorno al nucleo. I cromosomi, in fase di condensazione, sono in blu, i centromeri in rosso.
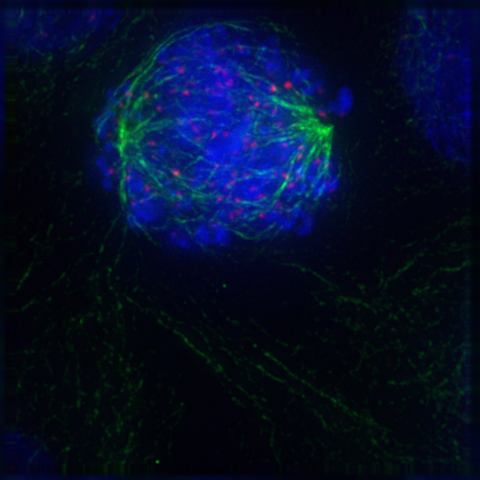
Prometafase: dissoluzione della membrana, i microtubuli possono interagire rapidamente con i cinetocori, i quali si assemblano sui centromeri dei cromosomi condensati.
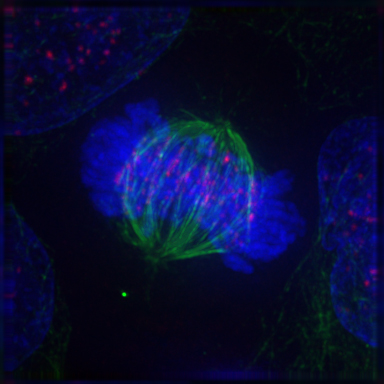
Metafase: i centrosomi si sono spostati ai poli della cellula e hanno formato il fuso mitotico. I cromosomi si sono posizionati sulla piastra metafasica.
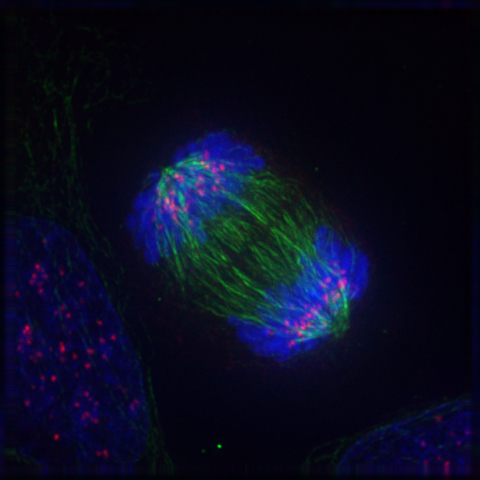
Anafase: I microtubuli del cinetocore separano i due gruppi cromosomici.
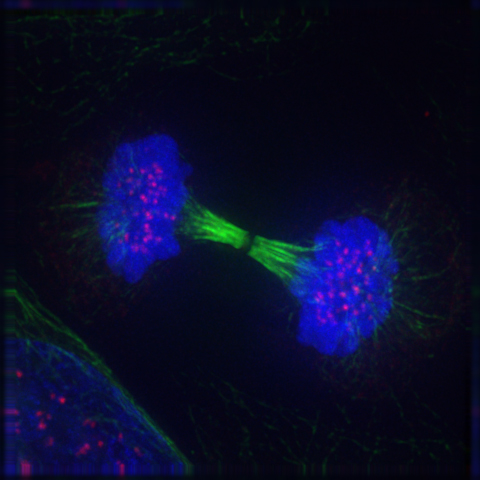
Telofase: inversione degli eventi di profase e prometafase e conseguente completamento del ciclo cellulare.

## Etimologia delle fasi
I nomi delle fasi della mitosi derivano dal greco, formate da "fase" (greco φάσις, "apparizione", e.g., le diverse apparizioni della luna durante il mese, da cui è traslato il significato moderno di fase come parte identificabile di un processo) e da vari prefissi indicanti quasi esclusivamente l'ordine temporale in cui avvengono:
- profase, da pró, "prima" (di qualcosa), "davanti", dunque "fase che sta per prima"
- metafase, da μετά, "dopo", dunque "fase che viene dopo" (la prima)
- anafase, da ana, con valore di "inversione" o "superiore"
- telofase, da τέλος, "fine", "obiettivo", dunque "fase finale" o "fase obiettivo"
- interfase, dal latino inter, "in mezzo, fra", dunque "fase che sta in mezzo (a due mitosi)"

### La mitosi in letteratura
- Italo Calvino nella raccolta 'Ti con zero' (1967) descrive il processo di mitosi nell'omonimo racconto.